# Franz Wilhelm Lippich
Franz Wilhelm Lippich (Spišská Nová Ves, 13 giugno 1799 – Vienna, 12 gennaio 1845) è stato un medico slovacco.

## Biografia
Studiò medicina all'Università di Budapest e  all'Università di Vienna, dove si laureò il 17 maggio 1823.
A Vienna fu allievo dei celebri P.C. Hartmann e  A. Raimann.
Dopo un periodo di insegnamento all'Università di Lubiana, dal 1834 al 1841 diresse la clinica medica dell'Università di Padova, succedendo a Valeriano Luigi Brera.
Fece parte di quel gruppo di docenti, provenienti dall'Impero Asburgico, che insegnarono nell'Università di Padova durante il governo austriaco del Veneto.
Nel 1841 passò alla direzione della clinica medica dell'Università di Vienna, succedendo al celebre Franz Xaver Von Hildenbrand.
Nella clinica padovana introdusse l'uso sistematico dello stetoscopio, come strumento diagnostico.
Nel 1834 pubblicò un pionieristico ed importante studio clinico sull'alcolismo cronico nella popolazione di Lubiana.
Al  periodo padovano appartiene l'opera Nosographologia sive: methodus empirico-rationalis historias morborum concinnandi del 1836.

## Opere principali
- Dissertatio inauguralis medico-practica sistens observata de metritide septica in puerperas grassante. Vindobonae, 1823.
- Geschichte eines mit Friesel verlaufenden Entzuendungsfiebers, wobey die meisten Teile des Athmungsapparates, der Arterienhauptstaemme und die Nierenkapseln, vorzueglich ergriffen waren. Med. Jahrb. d. oesterr. Staates. Wien 1830; I, II: 185-205.
- Gastrorrhagie mit hervoratechender Salzsaure und skirrhos-emphysematosen Entortung des Speisen Canals. Med. Jahrb. d. oesterr. Staates. Wien 1832; 11: 246.
- Ueber einige biostatische Ergebnisse, der Missbrauch geistiger Getraenke betreffend. Med. Jahrb. d. oesterr. Staates. Wien 1833; IV, III: 371-82.
- Die schnelzende Enzuendung des Gehirnhoehoehlenwaende, in ihren beziehungen zu den uebringen phrenitischen Krankheits-formen, nahmentlich zu der hitzigen Gehirn hoehlen-Wassersucht. Med. Jahrb. d. oesterr. Staates. Wien 1834; VII, II: 41-83.
- Ueber die von neueren Rachtsgelehrten zum Behufe der Geburtshilfe angenommene Verletzlichkeit der menschlichen Leibesfrucht. Med. Jahrb. d. oesterr. Staates. Wien 1834; 15 VI, II: 187-210.
- Grundzüge der Dipsobiostatik oder politischarithmetische, auf ärztliche Beobachtung gegründete Darstellung der Nachtheile, welche durch den Missbrauch der geistigen Getränke in Hinsicht auf Bevölkerung und Lebensdauer sich ergeben. l. und 2. Hundert der Beobachtungsfälle. Laibach, Korn, 1834.
- Medicinische Topographie Laibachs. Laibach, 1834.
- Fall einer Vergiftung durch warrige Wolfsmilch (Euphorbia verrucosa). Med. Jahrb. d. oesterr. Staates. Wien 1835; VII, IV: 621-5.
- Nosographologia sive methodus empirico-rationalis historias morborum concinnandi. Padua, 1836.
- Annales Scolae Medico-Clinicae Patavinae - Annus 1834-35, Cartallier, Patavii, 1837.